# Diocese de Orihuela-Alicante
A Diocese de Orihuela-Alicante (em latim: Dioecesis Oriolensis-Lucentinus) é uma diocese da Igreja Católica da Espanha, sediada nas cidades de Orihuela e Alicante na província de Alicante, comunidade autónoma de Comunidade Valenciana. Faz parte da Arquidiocese de Valência. Foi fundada em 1442 pelo Papa Eugênio IV como Diocese de Orihuela, e restaurada das vezes. A primeira em 1510 pelo Papa Júlio II e a segunda vez em 1564 pelo Papa Pio IV, ambas com a mesma denominação. Em 2022 contava com uma população católica de 1 172 630 fiéis, sendo 71,3% da população total, e tinha 329 paróquias.

## História
Em 1442 o Papa Eugênio IV funda a Diocese de Orihuela. A diocese sofreu dois processos de restauração, a primeira em 1510 pelo Papa Júlio II e a segunda vez em 1564 pelo Papa Pio IV. Em 1949 a diocese perde território para a fundação da Diocese de Albacete. Em 1954 a Diocese de Orihuela perde território para a Arquidiocese de Valência, em contrapartida ganha território da Diocese de Cartagena. Em 1957 a diocese ganha território da Arquidiocese de Valência. Em 1959 a Diocese de Orihuela tem seu nome alterado para Diocese de Orihuela-Alicante.

## Lista de bispos
A seguir uma lista de bispos da diocese desde sua segunda restauração em 1564. Não se tem muito registro dos bispos anteriores a essa data.
|                             | Nome                                    | Período                     | Notas                                       |
| Bispos de Orihuela-Alicante | Bispos de Orihuela-Alicante             | Bispos de Orihuela-Alicante | Bispos de Orihuela-Alicante                 |
| --------------------------- | --------------------------------------- | --------------------------- | ------------------------------------------- |
| 6º                          | José Ignacio Munilla Aguirre            | 2021 - atual                |                                             |
| 5º                          | Jesus Murgui Soriano                    | 2012 - 2021                 |                                             |
| 4º                          | Rafael Palmero Ramos                    | 2005 - 2012                 |                                             |
| 3º                          | Victorio Oliver Domingo                 | 1996 - 2005                 |                                             |
| 2º                          | Francisco Alvarez Martínez              | 1989 - 1995                 | Nomeado arcebispo de Toledo                 |
| 1º                          | Pablo Barrachina Estevan                | 1959 - 1989                 |                                             |
| Bispos de Orihuela          |                                         |                             |                                             |
| 34º                         | Pablo Barrachina Estevan                | 1954 - 1959                 | Nomeado bispo dessa diocese                 |
| 33º                         | José García y Goldaraz                  | 1944 - 1953                 | Nomeado arcebispo de Valladolid             |
| 32º                         | Francisco Javier de Irastorza y Loinaz  | 1922 - 1943                 | Faleceu no cargo                            |
| 31º                         | Ramón Plaza y Blanco                    | 1913 - 1921                 | Faleceu no cargo                            |
| 30º                         | Juan Maura y Gelabert                   | 1886 - 1910                 | Faleceu no cargo                            |
| 29º                         | Victoriano Guisasola y Rodríguez        | 1882 - 1886                 | Nomeado arcebispo de Santiago de Compostela |
| 28º                         | Pedro María Cubero López de Padilla     | 1858 - 1881                 | Faleceu no cargo                            |
| 27º                         | Félix Herrero Valverde                  | 1824 - 1858                 | Faleceu no cargo                            |
| 26º                         | Simon Lopez Garcia, C.O.                | 1815 - 1824                 | Nomeado arcebispo de Valência               |
| 25º                         | Francisco Antonio Cebrián y Valdá       | 1797 - 1815                 | Renunciou                                   |
| 24º                         | Francisco Javier Cabrera Velasco        | 1795 - 1797                 | Nomeado bispo de Ávila                      |
| 23º                         | Antonio Despuig y Dameto                | 1791 - 1795                 | Nomeado arcebispo de Valência               |
| 22º                         | José Tormo Juliá                        | 1767 - 1790                 | Faleceu no cargo                            |
| 21º                         | Pedro Albornoz Tapia                    | 1760 - 1767                 | Faleceu no cargo                            |
| 20º                         | Juan Elías Gómez Terán                  | 1738 - 1758                 | Faleceu no cargo                            |
| 19º                         | José Flores Osorio                      | 1727 - 1738                 | Nomeado bispo de Cuenca                     |
| 18º                         | Salvador Rodríguez Castelblanco, T.O.R. | 1717 - 1727                 | Faleceu no cargo                            |
| 17º                         | José Espejo y Cisneros                  | 1714 - 1717                 | Nomeado bispo de Calahorra e La Calzada     |
| 16º                         | José de la Torre Orumbela               | 1701 - 1712                 | Faleceu no cargo                            |
| 15º                         | Antonio Sánchez del Castellar           | 1679 - 1700                 | Faleceu no cargo                            |
| 14º                         | Marcelo Marona, O.P.                    | 1678 - 1678                 | Faleceu no cargo                            |
| 13º                         | José Bergés                             | 1666 - 1678                 | Faleceu no cargo                            |
| 12º                         | Acacio March de Velasco, O.P.           | 1660 - 1665                 | Faleceu no cargo                            |
| 11º                         | Pedro Olginat de Médicis, O.Carm.       | 1659 - 1659                 | Faleceu no cargo                            |
| 10º                         | Luis Crespi y Borja, C.O.               | 1651 - 1658                 | Nomeado bispo de Plasencia                  |
| 9º                          | Juan de Orta y Moreno                   | 1646 - 1650                 | Faleceu no cargo                            |
| 8º                          | Félix Guzmán, O.P.                      | 1644 - 1646                 | Faleceu no cargo                            |
| 7º                          | Juan García Arlés                       | 1636 - 1644                 | Faleceu no cargo                            |
| 6º                          | Bernardo Caballero Paredes              | 1627 - 1635                 | Nomeado bispo de Lérida                     |
| 5º                          | Andrés Balaguer Salvador, O.P.          | 1604 - 1626                 | Faleceu no cargo                            |
| 4º                          | José Esteve Juan                        | 1594 - 1603                 | Faleceu no cargo                            |
| 3º                          | Cristóbal Robuster y Senmanat           | 1587 - 1593                 | Renunciou                                   |
| 2º                          | Thomas Dacius                           | 1578 - 1585                 |                                             |
| 1º                          | Gregorio Antonio Gallo de Andrade       | 1565 - 1577                 | Nomeado bispo de Segóvia                    |